# Philipp Sander
Philipp Sander (Rostock, 21 febbraio 1998) è un calciatore tedesco, centrocampista del Borussia M'gladbach.

## Carriera
Cresciuto nel settore giovanile dell'Holstein Kiel, debutta in prima squadra il 23 dicembre 2018, in occasione dell'incontro di 2. Bundesliga vinto per 3-1 contro l'Amburgo. Dopo due stagioni ai margini della rosa (cinque presenze totali) trascorre la stagione 2020-2021 in prestito al Verl, club di terza divisione, con cui gioca regolarmente da titolare; terminato il prestito torna all'Holstein Kiel, continuando a giocarvi in seconda divisione.

## Statistiche

### Presenze e reti nei club
Statistiche aggiornate al 4 marzo 2023.
| Stagione                | Squadra                 | Campionato              | Campionato | Campionato | Coppe nazionali | Coppe nazionali | Coppe nazionali | Coppe continentali | Coppe continentali | Coppe continentali | Altre coppe | Altre coppe | Altre coppe | Totale | Totale |
| Stagione                | Squadra                 | Comp                    | Pres       | Reti       | Comp            | Pres            | Reti            | Comp               | Pres               | Reti               | Comp        | Pres        | Reti        | Pres   | Reti   |
| ----------------------- | ----------------------- | ----------------------- | ---------- | ---------- | --------------- | --------------- | --------------- | ------------------ | ------------------ | ------------------ | ----------- | ----------- | ----------- | ------ | ------ |
| 2016-2017               | Holstein Kiel II        | OL                      | 1          | 0          |                 | -               | -               |                    | -                  | -                  |             | -           | -           | 1      | 0      |
| 2017-2018               | Holstein Kiel II        | OL                      | 21+2       | 3+3        |                 | -               | -               |                    | -                  | -                  |             | -           | -           | 23     | 6      |
| 2018-2019               | Holstein Kiel II        | RL                      | 20         | 2          |                 | -               | -               |                    | -                  | -                  |             | -           | -           | 20     | 2      |
| 2019-2020               | Holstein Kiel II        | RL                      | 6          | 1          |                 | -               | -               |                    | -                  | -                  |             | -           | -           | 6      | 1      |
| 2018-2019               | Holstein Kiel           | 2L                      | 1          | 0          | CG              | 0               | 0               |                    | -                  | -                  |             | -           | -           | 1      | 0      |
| 2019-2020               | Holstein Kiel           | 2L                      | 4          | 0          | CG              | 2               | 0               |                    | -                  | -                  |             | -           | -           | 6      | 0      |
| 2020-2021               | Verl                    | 3L                      | 35         | 2          |                 | -               | -               |                    | -                  | -                  |             | -           | -           | 35     | 2      |
| 2021-2022               | Holstein Kiel II        | RL                      | 1          | 1          |                 | -               | -               |                    | -                  | -                  |             | -           | -           | 1      | 1      |
| Totale Holstein Kiel II | Totale Holstein Kiel II | Totale Holstein Kiel II | 49+2       | 7+3        |                 | -               | -               |                    | -                  | -                  |             | -           | -           | 51     | 10     |
| 2021-2022               | Holstein Kiel           | 2L                      | 19         | 0          | CG              | 2               | 1               |                    | -                  | -                  |             | -           | -           | 21     | 1      |
| 2022-2023               | Holstein Kiel           | 2L                      | 22         | 0          | CG              | 1               | 0               |                    | -                  | -                  |             | -           | -           | 23     | 0      |
| Totale Holstein Kiel    | Totale Holstein Kiel    | Totale Holstein Kiel    | 46         | 0          |                 | 5               | 1               |                    | -                  | -                  |             | -           | -           | 51     | 1      |
| Totale carriera         | Totale carriera         | Totale carriera         | 132        | 12         |                 | 5               | 1               |                    | -                  | -                  |             | -           | -           | 137    | 13     |